# タイムリミット 見知らぬ影
『タイムリミット 見知らぬ影』（タイムリミット みしらぬかげ、Steig. Nicht. Aus!）は、2018年のドイツのアクション・スリラー映画。監督はクリスティアン・アルヴァルト、出演はヴォータン・ヴィルケ・メーリングとハンナー・ヘルツシュプルンクなど。2015年のスペインのスリラー映画『暴走車 ランナウェイ・カー』のリメイクで、娘と息子を乗せた車に座席を離れると爆発する爆弾を仕掛けられた男の運命を描いている。

## ストーリー
ベルリンの不動産会社の幹部カールはある月曜日の朝、娘のヨゼフィーネと息子のマリウスを車で学校に送り届けようとしていた。その時、正体不明の男から電話を受ける。その内容は、カールたちが座席を離れると爆発する特殊な爆弾を車に仕掛けたと言い、巨額の金を支払うよう要求するものだった。
同じ犯人に脅迫された上司とその妻が目の前で爆死させられるのを見たカールは、やむを得ず要求に従おうとするが、爆発の際にマリウスが破片を浴びて重傷を負った上、広場で警官隊に包囲されてしまう。しかも警察は、カールが不仲の妻への復讐のため、子どもたちを人質にとり破れかぶれの行動に走ったと決め付けていた。
追い詰められたカールの前に、脅迫者が大胆にも姿を現わす。

## キャスト
※括弧内は日本語吹替
- カール・ブレント: ヴォータン・ヴィルケ・メーリング
- ピア・ツァッハ: ハンナー・ヘルツシュプルンク（澤崎アケミ）[4]
- ジモーネ・ブレント: クリスティアーネ・パウル
- ヨゼフィーネ・ブレント: エミリー・クーシェ（ドイツ語版）（水瀬郁）
- マリウス・ブレント: カルロ・トーマ（矢口千博）[4]
- オマール・チチェク: ファーリ・ヤルディム
- イーダ・チチェク: マヴィー・ホールビガー（ドイツ語版）
- ドラッヘ警部: アレクザンダー・ヨヴァノヴィッチ（ドイツ語版）
- ルーカス: マルク・ホーゼマン（ドイツ語版）（多田野曜平）